# Uthuruboduveli
Uthuruboduveli est une petite île inhabitée des Maldives. 

## Géographie
Uthuruboduveli est située dans le centre des Maldives, à l'Est de l'atoll Mulaku, dans la subdivision de Meemu. 